# 比雷
比雷（法語：Burey，法語發音：[byʁɛ]）是法国厄尔省的一个市镇，属于埃夫勒区。

## 地理
比雷（48°59'4"N, 0°57'4"E）面积5.4 平方千米，位于法国诺曼底大区厄尔省，该省份为法国北部内陆省份，北起滨海塞纳省，西接奧恩省和卡爾瓦多斯省，南至厄尔-卢瓦省，东临瓦兹省、瓦兹河谷省和伊夫林省。
与比雷接壤的市镇（或旧市镇、城区）包括：乌什地区孔什、法沃罗勒拉康帕涅、卢韦尔塞、波尔泰。

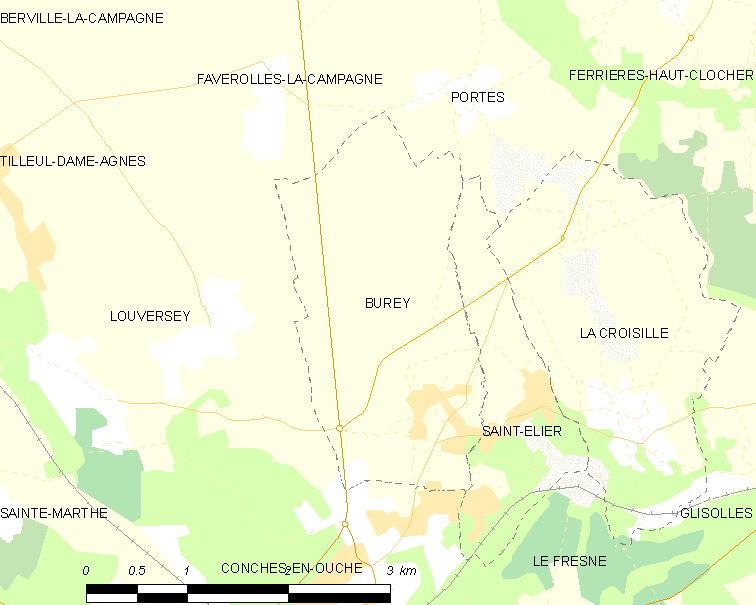
比雷的OSM定位图

比雷的时区为UTC+01:00、UTC+02:00（夏令时）。

## 行政
比雷的邮政编码为27190，INSEE市镇编码为27120。

## 政治
比雷所属的省级选区为乌什地区孔什县。

## 人口

1962-2008年间比雷人口变化图示

比雷于2022年1月1日时的人口数量为402人。